# Крістофер Тінг
Крістофер Тінг (англ. Christopher Tyng) — американський композитор кіно та телебачення. Написав музику для декількох телесеріалів, серед яких «Футурама», «Чужа сім'я», «Форс-мажори», «Робота» та «Лицар доріг». Він також створив спеціальний анімаційний фестиваль CGI — «Олів, інший олень» (англ. Olive, the Other Reindeer).
При написанні музичної теми Футурами черпав натхнення з «Psyché Rock» П'єра Генрі.
Як зазначалося в аудіо коментарі епізоду «Проблема з поплерсами», Крістофер — це перш за все барабанщик.